# Nyodes steelei
Nyodes steelei är en fjärilsart som beskrevs av François Louis Nompar de Caumont de Laporte 1971. Nyodes steelei ingår i släktet Nyodes och familjen nattflyn. Inga underarter finns listade i Catalogue of Life.